# Affaire Skandia
L'affaire Skandia (suédois : Skandia-affären) est une série de scandales qui ont frappé la société d'assurances suédoise Skandia à la fin des années 1990 et au début des années 2000.

## Contexte
Plus ancienne société d'assurances suédoise, Skandia connaît des difficultés dans les années 1980 avec notamment des pertes aux États-Unis liées au scandale de l'amiante et à des catastrophes naturelles. À la recherche de nouveaux secteurs de croissance, les dirigeants s'orientent vers les services financiers aux particuliers avec la création de produits d'épargne et d'assurance-vie en unités de compte. Skandia connaît dès lors une très forte croissance, s'implantant dans de nombreux nouveaux pays. Mais c'est surtout la filiale américaine qui connaît un succès phénoménal, avec à la fin des années 1990 une croissance de 45 % par an. Sur fond de bulle internet, le cours de l'action Skandia croît de plus de 1000 % entre 1995 et 2000. C'est une période d'euphorie pour le directeur général Lars-Eric Petersson, qui a pris les rênes de la société en 1997.

## L'affaire
L'affaire Skandia est constituée de trois volets, qui se concluent tous trois devant les tribunaux, auxquels s'ajoutent des démêlés avec les autorités fiscales.

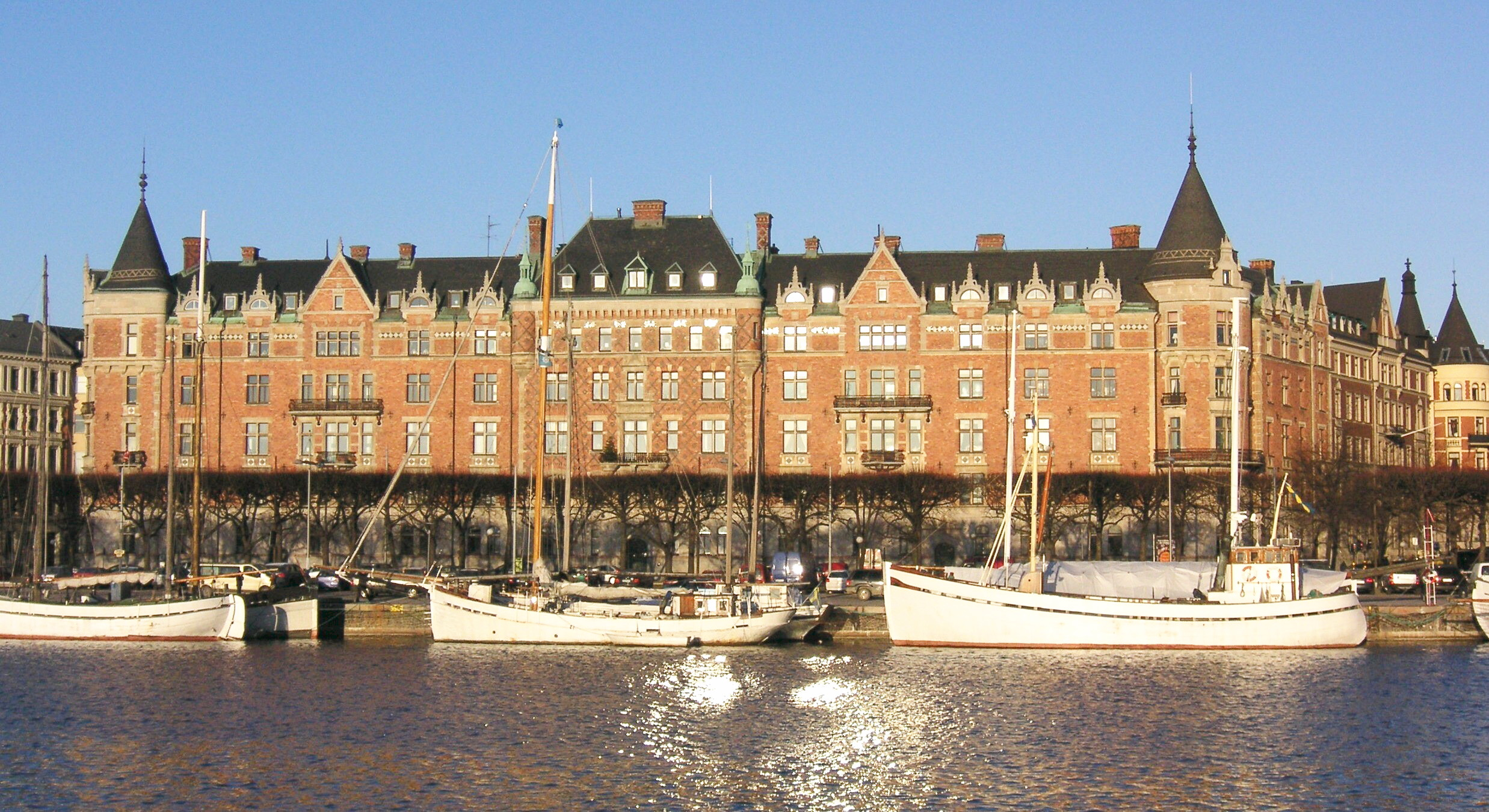
La maison Bünsowska, avenue Strandvägen à Stockholm.

Le premier volet de l'affaire est le scandale des bonus. Skandia met en place à la fin des années 1990 un plan de rémunération pour ses dirigeants basé en partie sur le cours de l'action de la société. Les primes annuelles des dirigeants s'envolent, devenant les plus élevées de toutes les sociétés suédoises, et dépassant même parfois les bénéfices de la société. Les actionnaires s'estiment floués, et les dirigeants sont accusés d'abus de biens sociaux,.
Le second volet de l'affaire est lié à la vente d'une filiale appelée Skandia Assets Management (SAM). À la fin des années 1990, l'organigramme du groupe Skandia présente une particularité étonnante. La société mère du groupe, Skandia AB, est une société par actions. La filiale chargée de la commercialisation des produits d'épargne, Skandia Liv, est une société d'assurance, dont les bénéfices doivent revenir aux assurés. Quant aux produits financiers sur lesquels reposent les produits d'épargne, ils sont gérés par une autre filiale du groupe, SAM. L'étrangeté de cette situation apparaît au grand jour lorsqu'en mal de liquidité Skandia AB prend la décision de vendre SAM à la banque norvégienne Den norske Bank pour 3,2 milliards de couronnes. Le produit de la vente est empoché par Skandia AB, et donc par ses actionnaires, alors même que la valeur du bien vendu provient essentiellement de l'activité de Skandia Liv, dont les sociétaires s'estiment floués. Ils s'unissent pour intenter un recours collectif contre Skandia AB, réclamant une partie du produit de la vente de SAM, à hauteur de deux milliards de couronnes.
Le dernier volet de l'affaire est le scandale des appartements. Depuis de longues années, Skandia est propriétaire de la maison Bünsowska, un immeuble de la prestigieuse avenue Strandvägen dans le centre de Stockholm. Les vastes appartements sont loués aux dirigeants de la société, voire à leurs proches. Des travaux de rénovation somptueux, financés par Skandia au profit direct des locataires, entraînent les foudres de la justice suédoise. Le directeur des ressources humaines est condamné à une peine de prison ferme.

## Épilogue
Après l'éclatement de la bulle internet en 2000, Skandia enregistre rapidement des pertes, son titre s'effondre et sa situation financière devient délicate,. American Skandia, dont la capitalisation boursière avait atteint jusqu'à cent milliards de couronnes, est cédé en 2002 pour six milliards de couronnes. Le directeur général Lars-Eric Petersson est remercié en avril 2003, et Skandia passe finalement début 2006 sous le contrôle du britannique Old Mutual.